# Moriondo Torinese
Moriondo Torinese is een gemeente in de Italiaanse provincie Turijn (regio Piëmont) en telt 808 inwoners (31-12-2004). De oppervlakte bedraagt 6,5 km², de bevolkingsdichtheid is 124 inwoners per km².

## Demografie
Moriondo Torinese telt ongeveer 320 huishoudens. Het aantal inwoners steeg in de periode 1991-2001 met 6,3% volgens cijfers uit de tienjaarlijkse volkstellingen van ISTAT.
| Jaar | Inwoneraantal |
| ---- | ------------- |
| 1991 | 718           |
| 2001 | 763           |

## Geografie
Moriondo Torinese grenst aan de volgende gemeenten: Moncucco Torinese (AT), Castelnuovo Don Bosco (AT), Mombello di Torino, Buttigliera d'Asti (AT), Riva presso Chieri.
1. ↑  https://demo.istat.it/?l=it.